# World Pole Sports and Arts Federation
La Fédération Mondiale de Pole Sport et Pole Art, en anglais Pole Sports & Arts World Federation (POSA), est une organisation internationale sans but lucratif qui fédère les fédérations nationales de pole dance du monde entier.

## Présentation
La fédération a été fondée en 2015 dans le but est d'assurer la promotion de la pole dance en tant que sport et de soutenir le développement de ses dimensions sportives et artistiques. Elle a pour président Davide Lacagnina et pour vice-présidentes Mariana Baum et Summer Vyne, Felix Cane en est la présidente honorifique,.
La POSA a été créée pour unir, réglementer, organiser, diriger et développer la pratique et la compétition en pole sport et en pole art à travers le monde. En tant que fédération internationale, la POSA soutient, représente et défend toutes les fédérations nationales affiliées.
En 2019 la POSA a annoncé l'intégration de la World Association Air Power Athletics (WAAPA) et de la International Federation of Pole & Aerial (IFPA), faisant de la POSA la représentante des arts aériens sur le plan international et amenant à terme à doubler le nombre de fédérations adhérentes, ouvrant la voie pour les fédérations nationales affiliées à la représentation des arts aériens sur leurs territoires respectifs.
Toutes les compétitions affiliées sont normalisées en ce qui concerne les attentes vis-à-vis des athlètes et les méthodes de jugement. La POSA a développé un système de notation (appelé « scoring system » en anglais) équitable et objectif et propose une formation de juge à toutes les fédérations nationales qui y adhèrent.
La POSA organise chaque année des championnats internationaux de pole sport et de pole art. Le championnat du monde de pole art (Pole Art Worlds Championship, PPAWC) a lieu chaque année en mars et le championnat du monde de pole sport (Pole Sport Worlds Championship, PPSWC) en décembre.
La POSA a été invitée aux World Sport Game 2019 (CSIT), prémices de l'intégration de la pole dance en tant que sports olympiques et elle a établi un partenariat avec l'Olympic Training Center à Pise en Italie.
En France, la Fédération française de danse est affiliée à la POSA.

## Objectifs
Les objectifs affichés de la POSA sont e faire reconnaître et instituer les différentes pratiques de la pole dance, à savoir le pole sport et le pole art, d'organiser des championnats et/ou des compétitions propres à leur pratique, d'établir et faire respecter toutes les règles techniques et éthiques concernant la pratique des activités réglementées, d'organiser la formation et le développement des professionnels de la pole dance dans le monde entier, y compris les entraîneurs, les juges et les athlètes, de mettre en place des formations professionnelles pour les juges, les entraîneurs et les athlètes dans le respect des règles, et de guider le sport de haut niveau vers une reconnaissance internationale à travers le Comité international olympique.

## Disciplines
La fédération a codifié trois disciplines : le pole sport, la pole art et la para-pole pour les athlètes handicapés.

## Fédérations membres de la POSA
Les fédérations régulant la pole en Arménie, en Biélorussie, au Brésil, au Canada, en Corée du Sud, en Espagne, aux États-Unis, en Russie, en Finlande, en France, en Géorgie, en Inde, en Israël, en Italie, à Malte, au Mexique, en Ouzbékistan, en Pologne, en République tchèque, en Roumanie, en Slovaquie, en Suisse, et en Ukraine sont affiliées à la POSA. En tout 24 pays sont représentés au sein de la POSA.